# De Gasparis (månekrater)
de Gasparis er et nedslagskrater på Månen. Det befinder i den sydvestlige del af Månens forside og er opkaldt efter den italienske astronom Annibale de Gasparis (1819 – 1892).
Navnet blev officielt tildelt af den Internationale Astronomiske Union (IAU) i 1935. 

## Omgivelser
de Gaspariskrateret ligger sydvest for Cavendishkrateret og syd for Merceniuskrateret.

## Karakteristika
Randen i de Gasparis er slidt og eroderet, og kraterets indre er blevet oversvømmet af basaltisk lava. Den tilbageværende ydre rand har en maksimal højde på omkring 0,8 km.
Krateret er især bemærkelsesværdigt for de riller, som løber på kryds og tværs over kraterbunden og den omgivende overflade. Dette system af overfladekløfter kaldes Rimae de Gasparis, og det dækker et område på omkring 130 km i diameter. Rillerne menes at være opstået på grund af tektoniske fejl dybt under måneoverfladen, og eftersom de krydser hen over de Gasparis, må de være opstået senere end krateret.

## Satellitkratere
De kratere, som kaldes satellitter, er små kratere beliggende i eller nær hovedkrateret. Deres dannelse er sædvanligvis sket uafhængigt af dette, men de får samme navn som hovedkrateret med tilføjelse af et stort bogstav. På kort over Månen er det en konvention at identificere dem ved at placere dette bogstav på den side af satellitkraterets midte, som ligger nærmest hovedkrateret. de Gaspariskrateret har følgende satellitkratere:
| de Gasparis | Længde  | Bredde  | Diameter |
| ----------- | ------- | ------- | -------- |
| A           | 26,7° S | 51,3° V | 37 km    |
| B           | 27,0° S | 52,5° V | 12 km    |
| C           | 26,3° S | 51,7° V | 6 km     |
| D           | 25,7° S | 50,1° V | 4 km     |
| E           | 26,4° S | 49,4° V | 7 km     |
| F           | 26,3° S | 49,3° V | 8 km     |
| G           | 27,0° S | 49,3° V | 6 km     |

## Måneatlas
- de Gasparis i Lpi-måneatlasset. Arkiveret 4. marts 2016 hos  Wayback Machine